# قشلاق أمير خانلو حاجي شكر
قشلاق أمير خانلو حاجي شكر هي قرية في مقاطعة بارس أباد، إيران. عدد سكان هذه القرية هو 182 في سنة 2006.